# Paul Eltzbacher
Paul Eltzbacher, född 18 februari 1868 i Köln, död 25 oktober 1928 i Berlin var en tysk judisk juridikprofessor, politiker och författare. 